# Scleropatrum
Scleropatrum — род жесткокрылых из семейства чернотелок.

## Описание
Надкрылья с правильными рядами мелких острых бугорков, которые образуют резкое рёбрышко вдоль каждого междурядья.

## Систематика
В составе рода:
- Scleropatrum hirtulum (Baudi, 1875)
- Scleropatrum seidlitzi Reitter, 1898